# Sloup (Davle)
Sloup je vesnice v okrese Praha-západ, je součástí obce Davle. Nachází se asi 1 km na jihozápad od Davle na levém břehu Vltavy. Vesnicí prochází silnice III/1022. Je zde evidováno 190 adres.

## Historie
První písemná zmínka o vesnici pochází z roku 1388.